# Idéal du Pommeau
Idéal du Pommeau, född 27 juli 2018, är en fransk varmblodig travhäst. Han tränas av Sébastien Guarato och körs av Matthieu Abrivard, han körde tidigare av Éric Raffin.
Idéal du Pommeau började tävla 2021, och inledde karriären med sju raka segrar. Han har hittills sprungit in 443 850 euro på 19 starter, varav 10 segrar, 3 andraplatser och 1 tredjeplats. Han tagit karriärens hittills största seger i Grand Prix l'UET (2022). Han har även vunnit Prix de Chenonceaux (2022) samt kommit på andraplats i Grand Prix du Conseil Municipal (2023) och på tredjeplats i Prix Louis Jariel (2023).

## Statistik
| Statistik för Idéal du Pommeau (Ref.) | Statistik för Idéal du Pommeau (Ref.) | Statistik för Idéal du Pommeau (Ref.) | Statistik för Idéal du Pommeau (Ref.) | Statistik för Idéal du Pommeau (Ref.) | Statistik för Idéal du Pommeau (Ref.) |
| ------------------------------------- | ------------------------------------- | ------------------------------------- | ------------------------------------- | ------------------------------------- | ------------------------------------- |
| Starter                               | Placeringar                           | Startprissumma                        | Segerprocent                          | Platsprocent                          | Rekord                                |
| 19                                    | 10-3-1                                | 443 850 euro                          | 53 %                                  | 74 %                                  | 1.11,2ak,                             |

### Större segrar
| År   | Lopp                | Kusk              | Vinstbelopp | Grupp   |
| ---- | ------------------- | ----------------- | ----------- | ------- |
| 2022 | Grand Prix l'UET    | Matthieu Abrivard | 200 000 EUR | Grupp 1 |
| 2022 | Prix de Chenonceaux | Matthieu Abrivard | 36 000 EUR  | Grupp 3 |